# Raila Kerkelä
Raila Kerkelä (geborene Hovi; * 13. Juni 1941 in Vehkalahti, Kymenlaakso) ist eine ehemalige finnische Orientierungsläuferin.
Kerkelä nahm 1962 an den ersten Orientierungslauf-Europameisterschaften teil und wurde dabei Fünfte im Einzelrennen der Damen. Vier Jahre später folgte die Teilnahme an den ersten Weltmeisterschaften in ihrem Heimatland. Dort wurde sie im Einzelrennen Dritte hinter der Schwedin Ulla Lindkvist und der Schweizerin Katharina Perch-Nielsen. Die finnische Frauenstaffel, in der Kerkelä mit Anja Meldo und Pirjo Ruotsalainen lief, erreichte den zweiten Platz hinter der Staffel Schwedens. Bei den zweiten Weltmeisterschaften 1968 wurde sie Fünfte im Einzellauf und Dritte mit der Staffel.
In Finnland gewann Raila Kerkelä zweimal die finnische Einzelmeisterschaft. Sie startete für die Vereine Haminan Tarmo, XYZ, Kajaanin Suunnistajat und Kymin Suunnistajat. 1963 und 1966 gewann sie den Venlalauf. Ihre Schwestern Tuula Hovi und Reetta Väänänen waren ebenfalls als Orientierungsläuferinnen aktiv.

## Platzierungen
| EM         | Einzel | Staffel |
| ---------- | ------ | ------- |
| 1962 Løten | 5.     |         |

| WM             | Einzel | Staffel |
| -------------- | ------ | ------- |
| 1966 Fiskars   | 3.     | 2.      |
| 1968 Linköping | 5.     | 3.      |

| NOM           | Einzel | Staffel |
| ------------- | ------ | ------- |
| 1961 Tampere  | 7.     |         |
| 1965 Hokksund |        | 3.      |

| FM   | Einzel | Staffel |
| ---- | ------ | ------- |
| 1960 | 2.     |         |
| 1961 | 3.     |         |
| 1962 | 2.     |         |
| 1963 |        | 3.      |
| 1964 |        |         |
| 1965 | 1.     | 2.      |
| 1966 | 1.     |         |
| 1967 |        |         |
| 1968 | 3.     |         |